# Arrernte (langue)
Cet article concerne la langue arrernte. Pour le peuple Arrernte, voir Arrernte.
L'arrernte (/ˈarəɳ͡ɖə/), ou aranda, aussi parfois appelé haut-arrernte ou haut-aranda, est une langue aborigène d'Australie parlée traditionnellement par les Arrerntes, dans la région d'Alice Springs, au Territoire du Nord. C'est un continuum linguistique regroupant plusieurs langues ou dialectes. En 2016, le Bureau australien des statistiques recense 4 537 locuteurs de l'arrernte. L'Australian Institute of Aboriginal and Torres Strait Islander Studies en dénombrait 1 913 locuteurs de l'arrernte oriental/central la même année, ce qui en fait le dialecte le plus parlé.

## Annexe
- (en) « C8: Arrernte », sur aiatsis.gov.au, Australian Institute of Aboriginal and Torres Strait Islander Studies (consulté le 14 août 2020).